# Смолка (деревня)
Смо́лка (бел. Смолка) — деревня в составе Волковичского сельсовета Чаусского района Могилёвской области Республики Беларусь.

## Население
- 2010 год — 107 человек